# Ux (dwuznak)
Ux – dwuznak występujący jako wariant litery Ŭ (ŭo) w X systemie dla języka esperanto. Zapis ten jest praktycznie nie używany ze względu na położenie znaku ŭ w dyftongach:
| Litera ŭ | Zapis w X-systemie |
| -------- | ------------------ |
| aŭ       | aux                |
| eŭ       | eux                |